# Údolí včel (román)
Údolí včel je historický román s psychologickými prvky českého spisovatele Vladimíra Körnera, vydaný roku 1978 a zpracovaný podle scénáře stejnojmenného filmu Františka Vláčila s Petrem Čepkem v hlavní roli. Jeho děj se odehrává ve středověké Evropě 13. století.

## Příběh
Hlavním hrdinou je Ondřej z Vlkova, který po smrti matky nalézá útočiště v samotě lesa mezi včelími úly. V den, kdy příběh začíná, se jeho otec znovu žení s mladičkou dívkou. Ondřej to nese velmi těžce. Odváží se přijít až na svatební hostinu a přináší maceše jako dar květinový koš. Pod květy jsou však ukryti netopýři, kteří nevěstu vyděsí. Otec je přesvědčen, že to Ondřej udělal schválně, a ve vzteku jím praští o zem tak, že Ondřej upadne do bezvědomí. Okamžitě si však uvědomí chybu, zasažen strachem o život jediného dítěte, a v modlitbě za záchranu Ondřejova života jej přislíbí Bohu.
V další kapitole již Ondřej přichází do Pruska do křižáckého řádu, do Stummu; zde se ho ujímá Armin von der Heide. Velice zbožný, tvrdý a asketický rytíř, jehož víra místy přerůstá ve fanatismus. Díky němu Ondřej zapomíná na domov. Stává se součástí řádu, přijímá pevný běh jeho života. Jeho pravidla a nařízení. Zná jen chlad řádového hradu, chlad moře a srdcí kolem. Jeho první střetnutí s vroucí touhou a emocí je pro něj osudným.
Jednoho dne ze Stummu uteče jeden s bratrů, Rotgier. Takový útěk je pro rytíře nepřípustný. Ostatní se pod vedením Armina vydávají po jeho stopě, štvou ho jako divou zvěř. Podivnou náhodou jej jako první objeví právě Ondřej. Rotgier se před ním nesnaží utéct. Dál sedí v trávě na břehu řeky. Mluví o domově, o životě... Zbožně hledí k hranici řádového území, která je už nadosah. Přestože mu Ondřej nijak zvlášť nebrání v útěku, omráčí ho a utíká dál. K hranici se však nedostane. Je zajat a odveden zpět. A nakonec předhozen zdivočelým psům.
Na hradě začíná půst a řádoví bratři jsou uzamčeni do cel. Ve zbožném rozjímání klíčí v Ondřejově srdci touha po domově. Touží po teplu a po bzukotu včel, které tak dlouho neslyšel. Chce pryč. A podaří se mu utéct. Na konci půstu odhalí Armin jeho nepřítomnost a vydává se za ním. Stíhá ho nemilosrdně až do Čech, neohlíží se na nic. Propuká jeho fanatismus, jeho strach z čehokoliv pohanského, což ovšem vidí ve všem.
Ondřej zatím přežívá v lesích, je vyhublý a oblečený jen v cárech. Nedaleko svého domova narazí na uhlíře. Ti neví, co od něj čekat a chtějí ho zbít, on se však brání a jednoho ošklivě poraní. Získá si tím respekt a posílá je, aby mu přivedli koně. Chce se dostat domů co nejrychleji. Náhoda vede k tomu, že jejich vyprávění o neznámém bojovníkovi vyslechne i Armin. Když se uhlíři vracejí s koněm k Ondřejovi, smluví se, že ho zabijí. V přesile na něj zaútočí, ale do boje se zapojí i Armin a Ondřeje ochrání. Pak ho odvádí zpět. Ondřej se nebrání. Zdá se smířený a otupělý a Armina jeho chování ukolébá k nepozornosti. Když se chce napít ze studánky, Ondřej jej udeří do hlavy, ukradne jeho koně a ujíždí domů, do Vlkova. Není si jist, zda Armina zabil, ale trpí neústalým strachem, že jej rytíř nikdy pronásledovat nepřestane.
Po návratu domů zjišťuje Ondřej, že jeho otec je mrtev (vypíchl si oko při lovu a pak ho roztrhali vlastní psi) a že zpustošil celý statek, když se snažil Ondřeje vykoupit zpět (chtěl ulevit svému svědomí). Dvůr teď spravuje jeho žena Lenora, která si po boku Ondřejova otce mnoho vytrpěla. Bil ji a zavíral k psům. Nenáviděl ji, že mu nedala dítě, a přičítal jí k vině i odchod Ondřejův.
Ondřej zaujímá své místo coby pán Vlkova. Zakládá novou psí smečku, tu otcovou nechala paní domu vyhubit, a vyráží lovit. Je přísný a s Lenorou zpočátku nezachází dobře. Pak ji přestává vnímat jako macechu, ale začne v ní vidět ženu, která léta trpěla vedle jeho otce, a přitom je stále ještě mladá a hezká. Chtějí se vzít. V předvečer svatby odchází do lesa a ukrývají se pod skalou mezi bažinami. Tady objeví Ondřej v kusu dřeva vyrytý řádový kříž. Jeho obavy se naplňují. Je si téměř jist, že Armin von der Heide se ukrývá blízko Vlkova.
Při svatební hostině se Armin skutečně objeví. Přichází do jeho domu. Beze zbraně. Možná i bez zlého úmyslu. Vypadá ztrhaně a omšele. Svatebčané jej zvou ke stolu. I Ondřej, vida jeho poklid, je jeho návštěvou téměř potěšen. Vyzývá ho, aby se s nimi veselil, nabízí, že může zůstat. Armin věnuje jeho ženě písek z akkonské pouště, kde byl kdysi na křížové výpravě a který pro něj moc znamená. Lenora jej vysype do sukně a smete na zem.
Když hostina končí a nadchází svatební noc, Lenora sama v ložnici očekává manželův příchod. Dřív než Ondřej se však objeví Armin a podřízne jí hrdlo. Pro znesvěcení jeho daru? Pro záchranu Ondřeje? S největší pravděpodobností proto, že Lenora Armina na Ondřejův popud políbila. Za to, podle řádových pravidel, následovala smrt. Arminova mysl se zdá zastřená a vyčerpaná. Nechá se vyvést ven, nechá se bít a ponižovat. Ondřej svého dávného přítele v zoufalém vzteku nechá roztrhat psy. Sám ale už těžko může najít spočinutí…  
A proto odchází zpět do kláštera.